# Micrurus diana
La coral de Diana (Micrurus diana) es una especie de ofidio de potente veneno del género Micrurus, familia Elapidae. Habita en sabanas del centro-oeste de América del Sur. 

## Distribución y hábitat
Habita en sabanas y bosques en la serranía de Santiago y la serranía Huanchaca, en el departamento de Santa Cruz, en el este de Bolivia.

## Taxonomía
Fue descrita originalmente en el año 1983 por el herpetólogo Roze.
La localidad tipo es: «serranía de Santiago y serranía Huanchaca, departamento de Santa Cruz, Bolivia.».
Junto a otras 7 especies, integra el complejo Micrurus frontalis.

## Características
Es un ofidio de hábitos furtivos, pero con un potente veneno capaz de matar a un hombre adulto. Pero no posee la agresividad de otras serpientes ponzoñosas, por lo que los accidentes son muy raros. 
Su coloración es en anillos completos rojos negros y blanco-amarillentos, dando un patrón general tricolor.